# Castan
Castan era una comuna francesa que estaba situada en el departamento de Aveyron, de la región de Occitania, que en 1837 pasó a formar parte de la comuna de Druelle, por fusión simple.

## Demografía
No constan datos demográficos de la comuna en el momento de su fusión con Druelle.